# Jaume Baucis i Quer
Jaume Baucis i Quer   (1958 - 28 d'abril de 2022) va ser un actor català, conegut especialment per ser membre del grup teatral La Cubana.

## Biografia
Membre de La Cubana des de 1988, va participar de forma ininterrompuda en tots els seus muntatges. Va participar, entre d'altres a Cómeme el coco, negro, Cegada de amor, Gente bien, el musical o Teresina S.A.. També va participar en la sèrie Tres estrelles.
El 2020 se li va diagnosticar un càncer que el va apartar dels escenaris i que va acabar amb la seva vida el 27 d'abril de 2022.